# Stanmore Bay

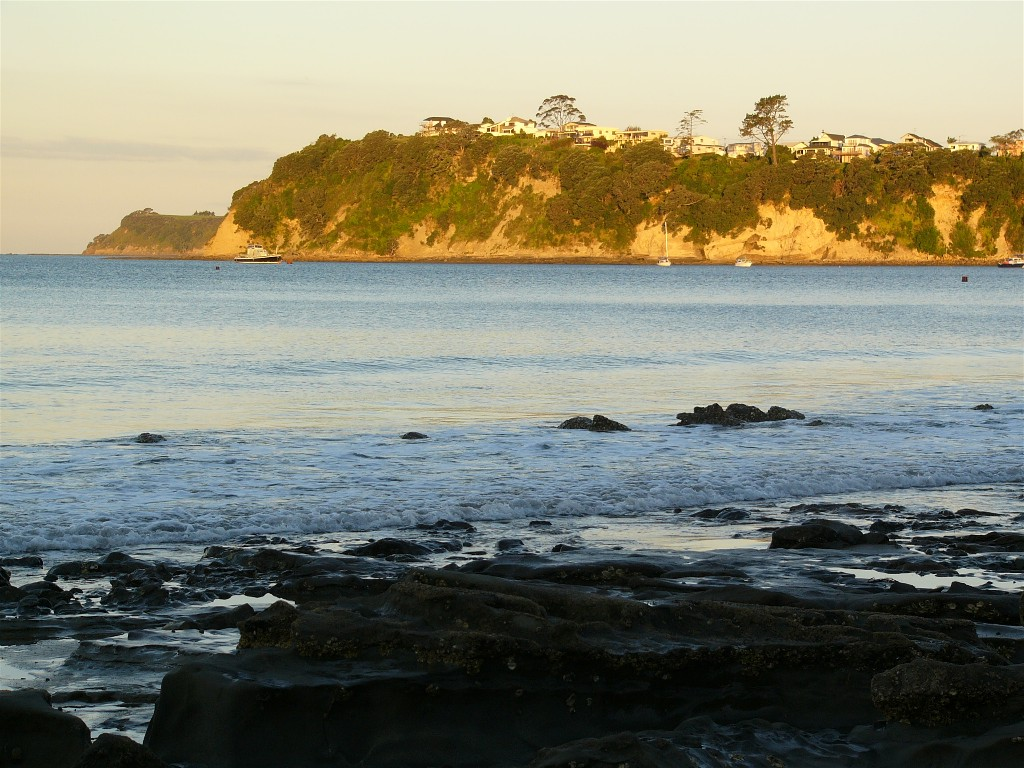
Les derniers rayons du soleil sur les falaises de Stanmore Bay

Stanmore Bay est une banlieue et une plage de la Péninsule de Whangaparaoa, située dans la région d’Auckland dans l’île du Nord de la Nouvelle-Zélande.

## Situation
La plage est située sur la côte nord de la péninsule.

## Population
La population était de 5007 habitants lors du recensement de 2006 en Nouvelle-Zélande, en augmentation de 405 résidents par rapport à 2001.

## Éducation
- Le collège Whangaparaoa (en) est une école secondaire allant de l’année 7 à 13, avec un taux de décile de 9[3] et un effectif de 1 514 élèves en 2019. Le collège a ouvert au début de l’année 2005, incorporant l ’Hibiscus Coast Intermediate School[4]. Il était initialement appelé  Stanmore Bay Secondary School[5].
- L’école de Stanmore Bay school est un établissement contribuant au primaire, allant de l’année 1 à 6, avec un taux de décile de 8[6], et un effectif de 615 élèves en 2019.

L’école célébra son 25e jubilé en 2004.
Les deux écoles sont mixtes.